# Volta dei quattro Evangelisti
La Volta dei quattro Evangelisti è un affresco (circa 900x900 cm) di Cimabue, databile attorno al 1277-1283 circa e conservata nella basilica superiore di San Francesco di Assisi. Si tratta della volta al centro del presbiterio.

## Storia
La datazione degli affreschi di Cimabue è piuttosto discorde, sebbene negli studi più recenti si sia assestata a un periodo tra il 1277, anno dell'elezione al soglio pontificio di Niccolò III (il cui stemma Orsini si trova nella rappresentazione simbolica di Roma nella vela dell'evangelista Marco), e il 1283 circa.
A differenza delle rovinate scene delle pareti, la volta mantiene nella maggior parte della superficie i rapporti originali tra zone chiare e scure, grazie a un'ossidazione della biacca minore o assente.
Lo spicchio con San Matteo crollò nel terremoto del 26 settembre 1997, ed oggi è stato ripristinato per quanto possibile cercando di recuperare gli elementi superstiti originali.

## Descrizione e stile
La volta degli Evangelisti è il nodo dell'intera decorazione della basilica, poiché da ciascun Vangelo si dipana idealmente la rappresentazione delle varie scene del transetto, dell'abside e della navata. Ogni vela è occupata da uno degli evangelisti, rappresentati secondo uno schema fisso, in cui ciascuno è in atto di scrivere, ispirato da un angelo che piove dall'alto. Il loro scranni occupano la metà sinistra di ciascuna vela, mentre quella destra è decorata da una veduta della regione evangelizzata: Matteo, la Giudea (Iudea); Giovanni, l'Asia; Luca, la Grecia (Ipnacchaia, cioè l'Acaia); Marco, l'Italia (Ytalia). Sia gli evangelisti che le regioni geografiche sono identificate da scritte a chiare lettere. Le regioni sono rappresentate da una sintetica rappresentazione architettonica delle loro città principali, rispettivamente Gerusalemme, Efeso, Corinto e Roma. Le città possono essere anche considerate come una notazione spaziale precisa, legata al luogo in cui ciascun Vangelo fu scritto, ed alludono inoltre alla dimensione universale del messaggio cristiano in generale e francescano in particolare.
Lo sfondo delle vele era un tempo oro, oggi in larga parte perduto rendendo visibile la preparazione bianca sottostante.
I modi bizantini delle figure, di grande eleganza ma ormai arrivati al capolinea di uno sterile intellettualismo, sono qui aggiornati alla ricerca di forme più piene, con un evidente mutamento d'indirizzo ispirato alle opere romaniche, all'arte classica e al neoellenismo di alcune correnti bizantine più originali.
I buchi che forano qua e là la superficie furono anticamente usati per appendere lucernari.

### San Matteo

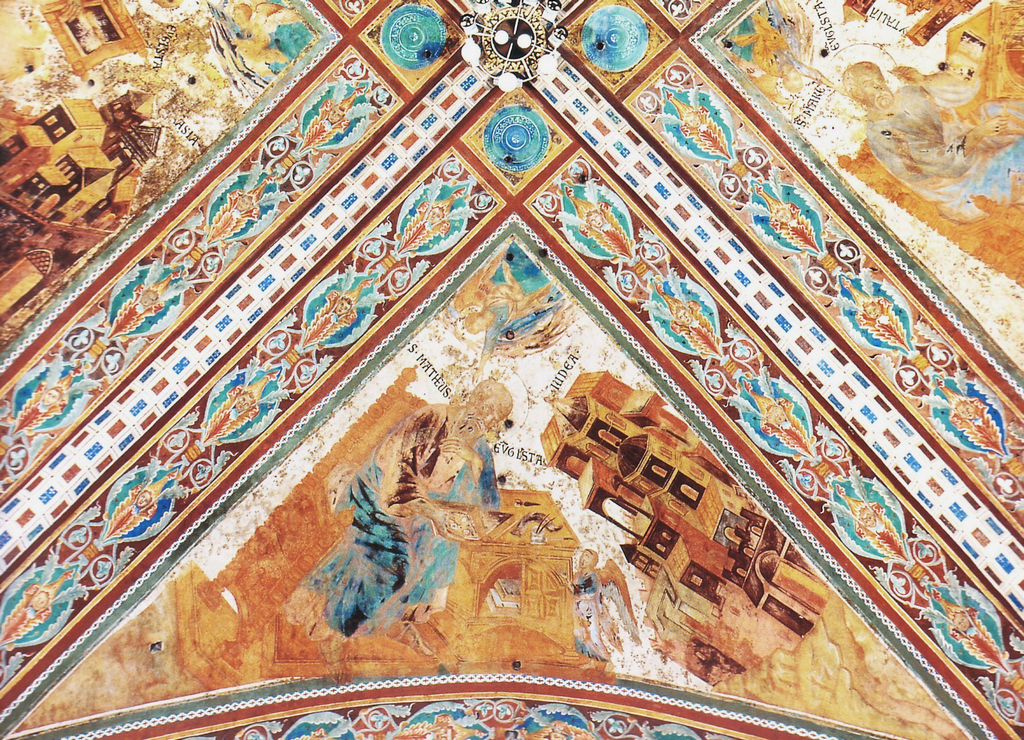
San Matteo

Per aderire alla forma triangolare della vela, in questa come nelle altre scene, Cimabue dovette utilizzare delle vertiginose forzature, come l'inclinazione del seggio dell'evangelista verso il suo scrittoio, alla base del quale si trova il tipico simbolo dell'angelo. I rocchetti che si ritrovano in tutti i seggioloni (e anche nei troni delle Madonna cimabuesche) derivano dalla tradizione carolingia, nota oggi attraverso la miniatura. Piacevole è la posa dell'evangelista, con una mano scrivente e l'altra piegata verso il petto con naturalezza, fuoriuscente dalla veste con una porzione del braccio per effetto del calare della manica con la gravità.
Un altro angelo, simbolo dell'ispirazione divina, si affaccia poi da un clipeo tra nuvolette al vertice della vela e distende un braccio verso la testa dell'evangelista a simboleggiarne l'ispirazione divina.
Molto curata è la rappresentazione degli strumenti del mestiere sul piano dello scrittorio, così come la presenza dei libri che si intravedono da uno sportello aperto sotto il mobile, in uno scomparto che simula la profondità spaziale. A destra la "Giudea" è rappresentata pure in maniera inclinata, senza un raccordo spaziale con la metà destra. In questa ipotetica Gerusalemme, murata come le altre città della serie con un porta a beneficio del lato dello spettatore, si riconosce un grosso tempio con un corpo a pianta centrale, circondato da una torre e da due loggette simmetriche: si tratta della basilica del Santo Sepolcro. Le varie sfaccettature dell'edificio sono trattate con un'attenzione alla diversa illuminazione, in modo da dare un risalto anche plastico.

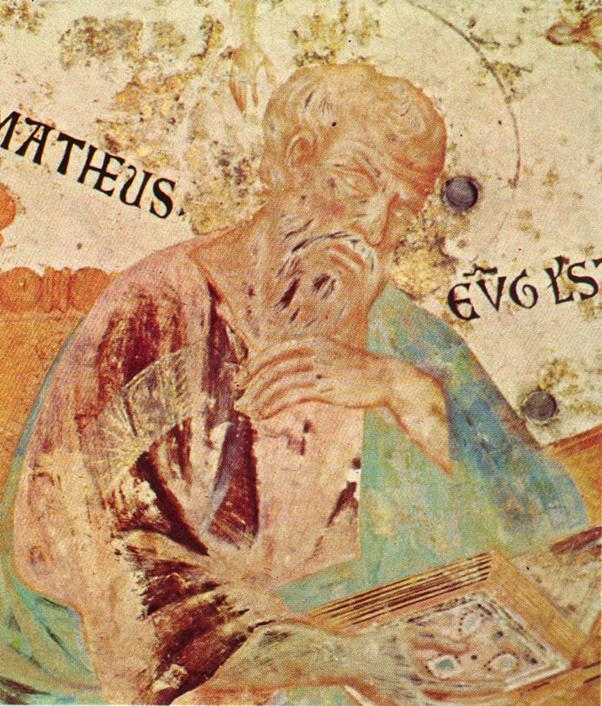
Dettaglio
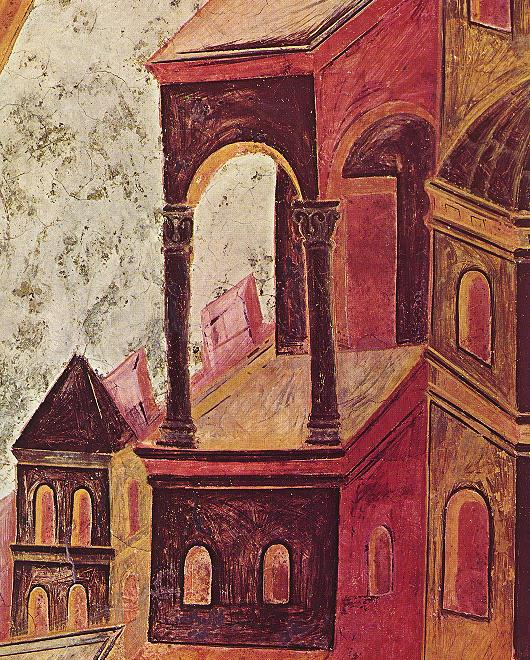
Dettaglio

### San Giovanni

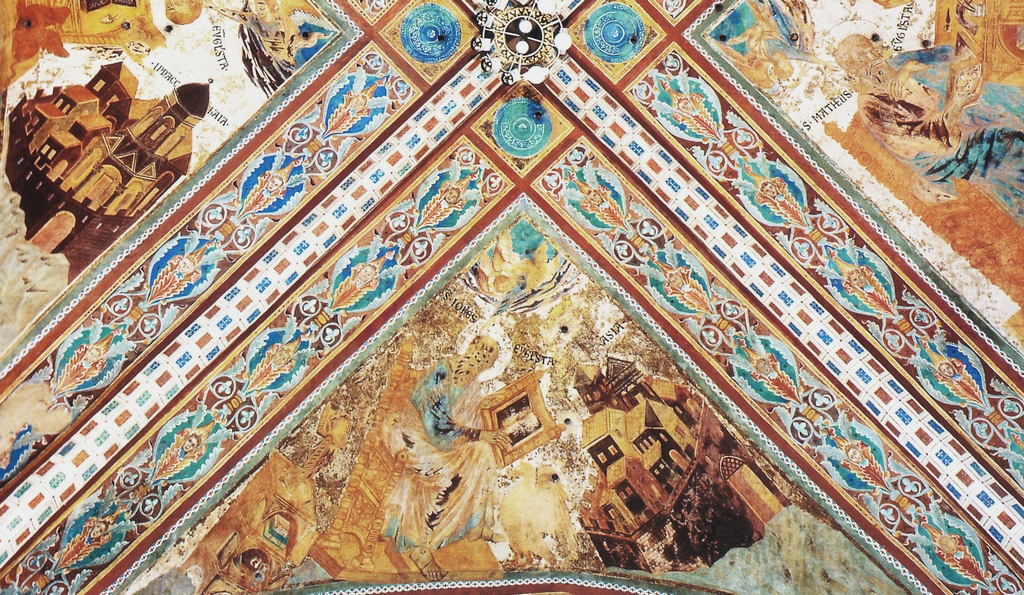
San Giovanni

La figura di Giovanni è l'unica ad avere un'importazione diversa dalle altre: il suo scranno è al centro, vicino a un leggio, sotto il quale sta il simbolo dell'aquila. Lo scrittoio si trova invece calato nell'angolo sinistro, su un leggio più piccolo e con alcuni oggetti riposti negli scomparti interni, tra cui alcuni libri e delle ampolle. La diversa organizzazione fu tentata forse per rompere la rigida ripetizione e cercare di raccordare i vari oggetti in una concezione spaziale più coerente.
Davanti all'evangelista si trova una rappresentazione di Efeso come capitale dell'Asia. La città è l'unica con la porta sormontata da un archetto decorato all'orientale (forse un riferimento all'architettura araba) e con un'anta visibile e dischiusa. Vi si riconosce un frontone di un tempio antico, forse un riferimento al tempio di Artemide su cui era stata edificata la casa di Maria.

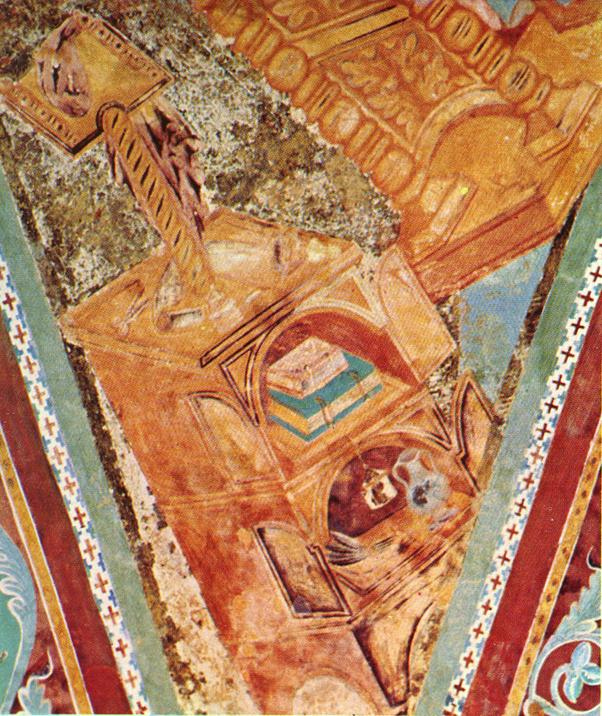
Dettaglio

### San Luca

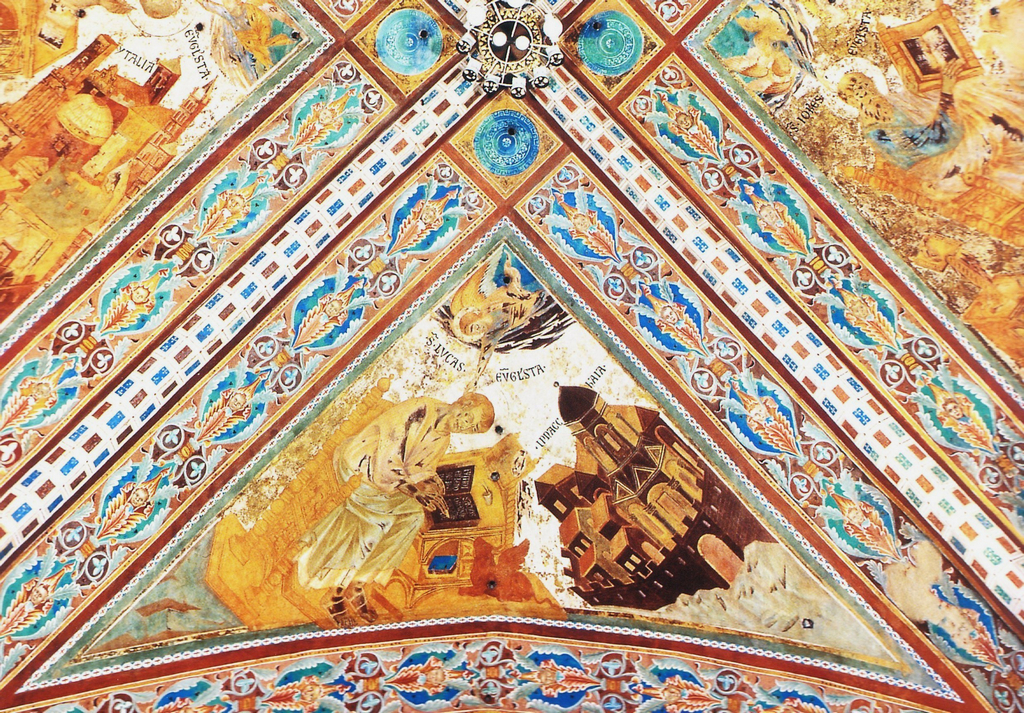
San Luca

La prospettiva della figura di Luca è particolarmente ardita, con l'evangelista chino sullo scrittorio il cui piano è ribaltato verso lo spettatore e appare vicino al bue accovacciato sul gradino al centro. Il volto di Luca è particolarmente convincente nel momento in cui il pensiero si concentra per effetto dell'ispirazione divina. Fu tra figure che ispirò un passo dell'abate Lanzi: «[Cimabue], fiero come il secolo in cui viveva, riuscì egregiamente nelle teste degli uomini di carattere, e specialmente dei vecchi, imprimendo loro un non so che di forte, e di sublime, che i moderni han potuto portare poco più oltre».
Otto Demus trovò una fonte abbastanza fedele all'evangelista cimabuesco in una miniatura del codice gr. 54 della Bibliothèque Nationale di Parigi (1250-1275 circa).
La rappresentazione di Corinto, con un grande edificio a pianta centrale, simboleggia la Grecia. Mario Salmi lesse nell'edificio una generica citazione delle cuspidi arnolfiane, che decorano il coronamento del deambulatorio. Anche qui, come nella Gerusalemme di san Matteo, gli edifici sono rappresentati con una predilezione per le sfaccettature geometriche illuminate in maniera diversa a seconda dell'angolazione.

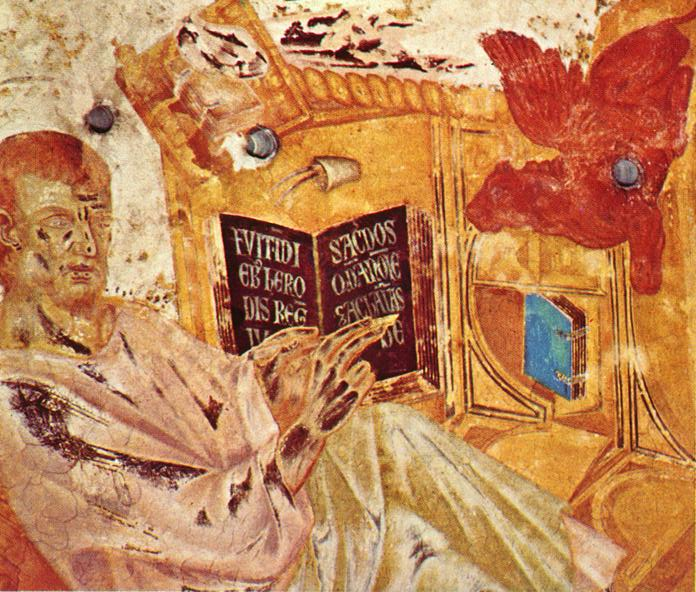
Dettaglio
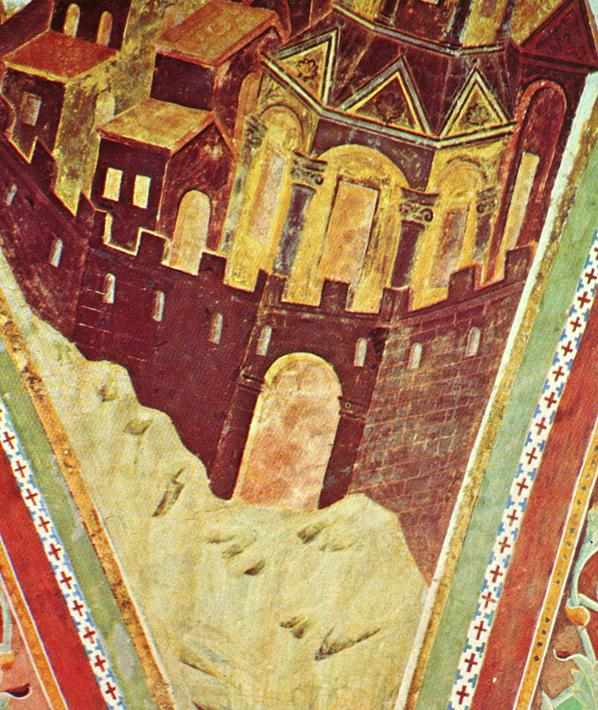
Dettaglio

### San Marco

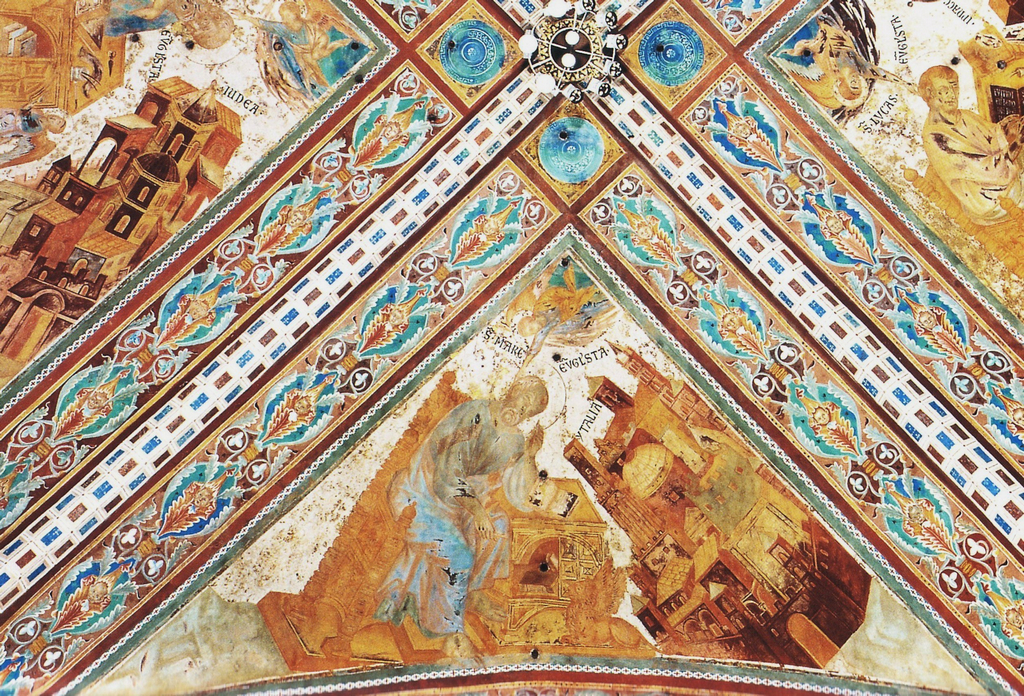
San Marco

Marco, con uno schema simile a quello dei suoi colleghi, sta seduto su uno scranno presso uno scrittoio su cui è poggiato il suo Vangelo e, da uno sportello aperto, si intravedono altri oggetti. Vicino si trova rappresentato il leone alato, suo simbolo. L'evangelista è colto mentre guarda la punta della matita appena temperata.
Particolarmente interessante è la rappresentazione di Roma simboleggiante l'Italia, per il ricco numero di monumenti descritti che l'artista aveva probabilmente visto direttamente in occasione del suo soggiorno del 1272. Subito sotto la scritta Ytalia si vede ad esempio il Palazzo Senatorio del Campidoglio, dagli scudi con le scritte SPQR alternati agli stemmi Orsini di Niccolò III o di un suo parente in carica (se ne contano circa otto in quegli anni). La basilica può essere o l'antica chiesa di San Pietro in Vaticano, o San Giovanni in Laterano, con un Cristo in trono tra la Madonna e san Giovanni sulla facciata, tracciati come una sorta di sinopia. Qualsiasi delle due basiliche papali sia è ininfluente ai fini del messaggio politico, legato all'accostamento col palazzo senatorio, e quindi delle cariche di pontefice e senatore dopo la cacciata di Carlo d'Angiò detenute da Niccolò III, suprema autorità religiosa e governatore di diritto della città. Si vedono poi la mole del Mausoleo di Adriano, edificio regalato dal pontefice al nipote Orso, la torre delle Milizie e il Pantheon. La chiesa porticata in basso a sinistra potrebbe infine essere i Santi Apostoli accanto al palazzo Colonna; altre interpretazioni, legate a quale edificio si intenda nella basilica soprastante, riferiscono questa chiesa anche come San Pietro e il palazzo Apostolico o San Giovanni e il palazzo del Laterano.
C'è un'altra lettura, per certi versi opposta, sulla presenza dello stemma Orsini sul palazzo Senatorio. Non apparendo su altri edifici ribadirebbe la carica di un senatore Orsini e non quella, più rilevante, del papato, e sarebbe da circoscrivere alla situazione romana dopo la morte di Niccolò III, quando gli scontri tra i partito guelfo (Orsini) e quello ghibellino dei sostenitori di Carlo d'Angiò (capeggiato dalla famiglia Annibaldi), che portò alla nomina del neutrale Martino IV nel 1280, il quale scelse prudentemente di risiedere per un po' in Viterbo. La preeminenza della torre delle Milizie, già degli Annibaldi, e la menzione della carica senatoria di Gentile Orsini (nel 1280), filofrancese, potrebbe essere letta come un omaggio a tale fazione.

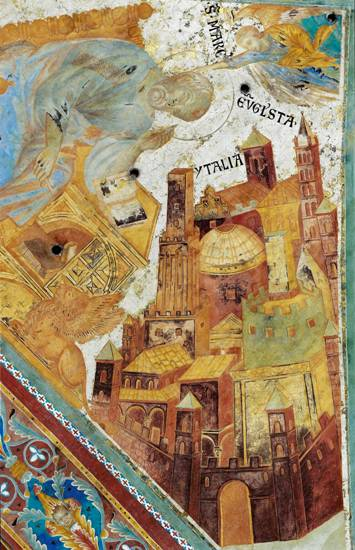
Dettaglio
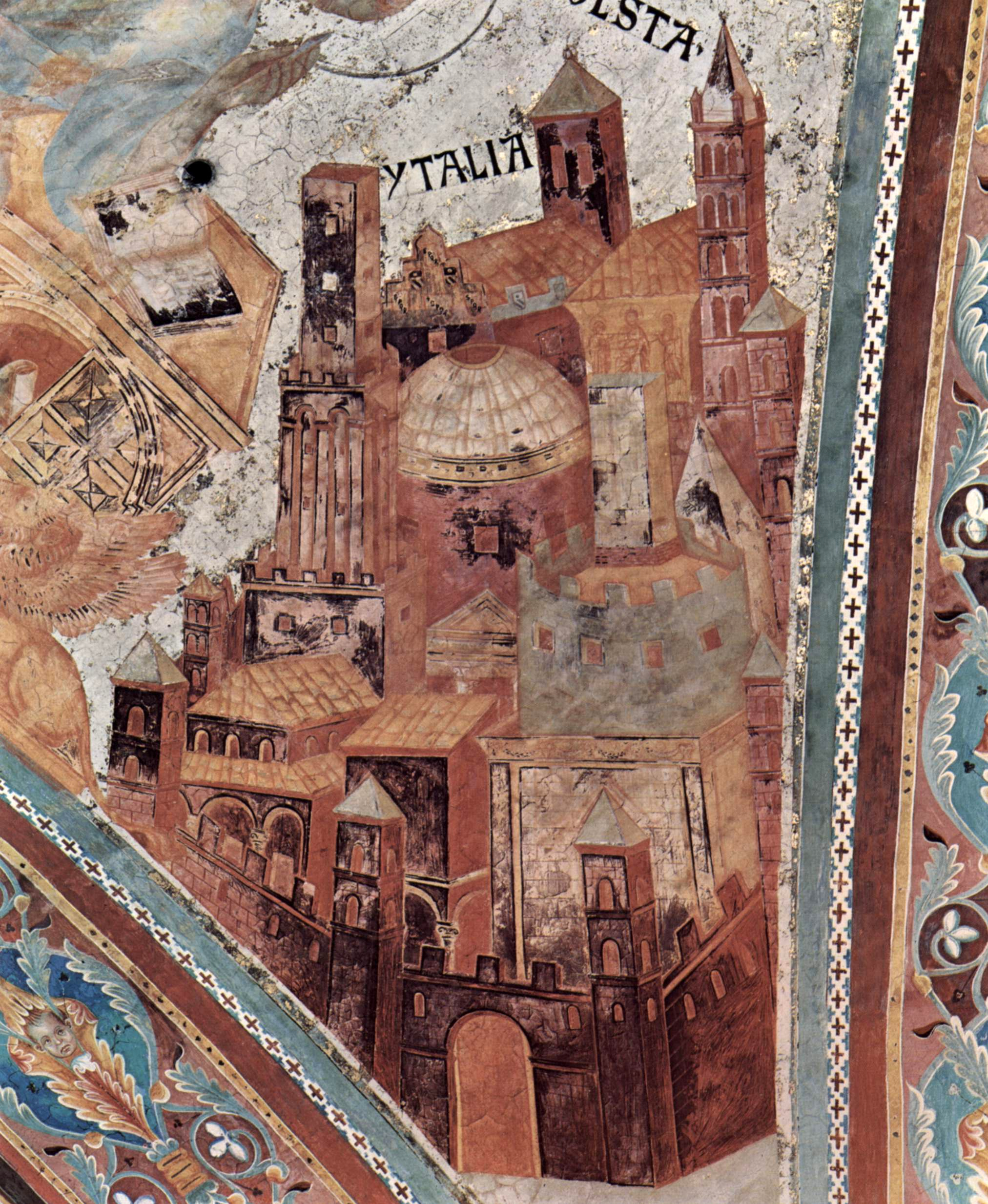
L'Italia (Roma)

### Partiti decorativi

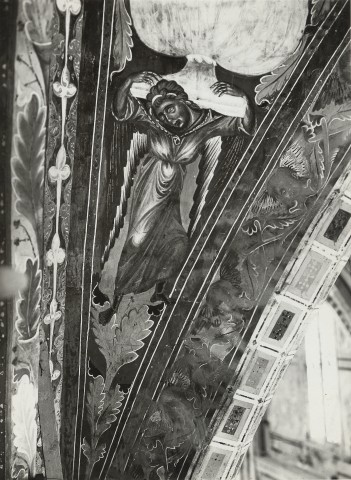
Angelo reggivaso

La decorazione dei costoloni e delle cornici delle vele è caratterizzata da motivi geometrici ben conservati, racemi, testine che appaiono tra foglie d'acanto, e alla base delle vele angeli telamoni che reggono vasi da cui si dipana la decorazione geometrico-vegetale. In qualche singolo brano (come alcune figure d'angelo) alcuni hanno ipotizzato la mano diretta del maestro, a cui spetta comunque l'ideazione generale.

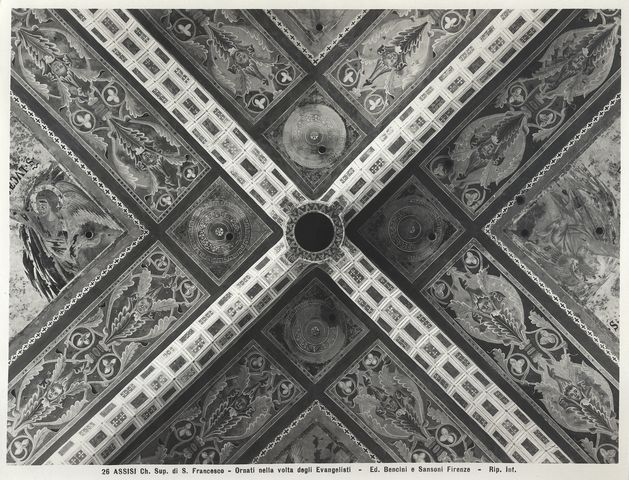
Decorazioni
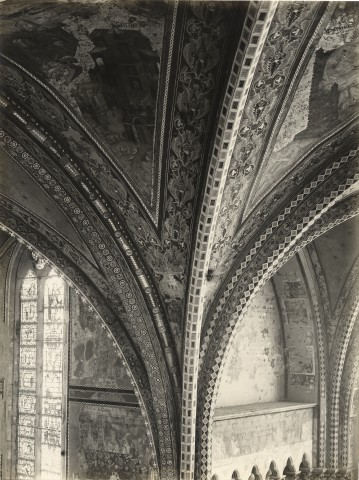
Decorazioni
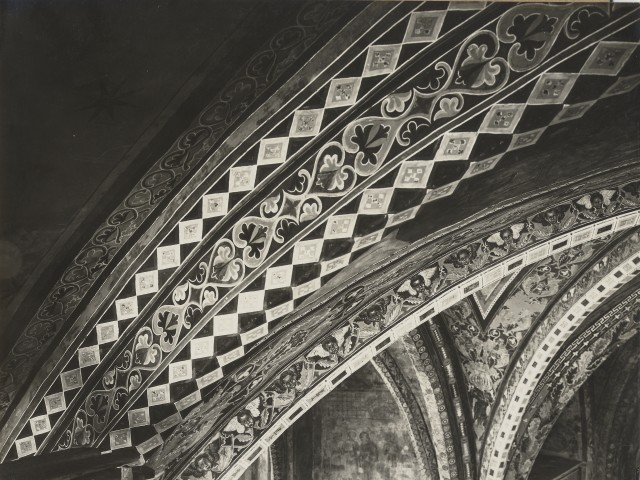
Decorazioni
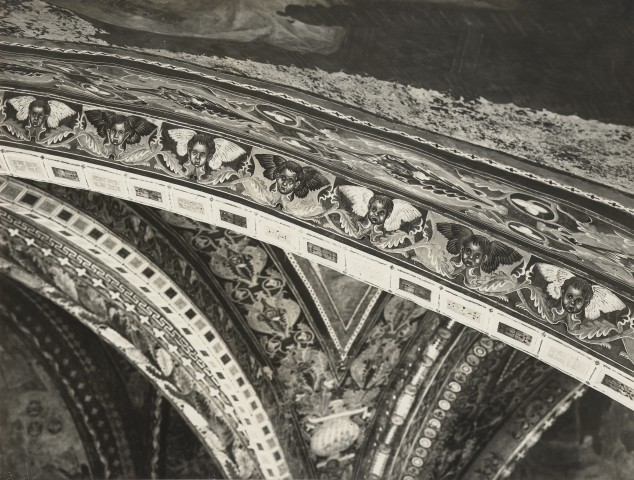
Decorazioni
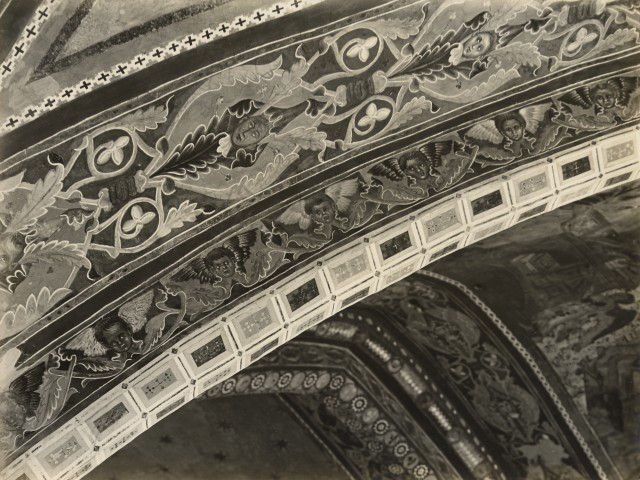
Decorazioni
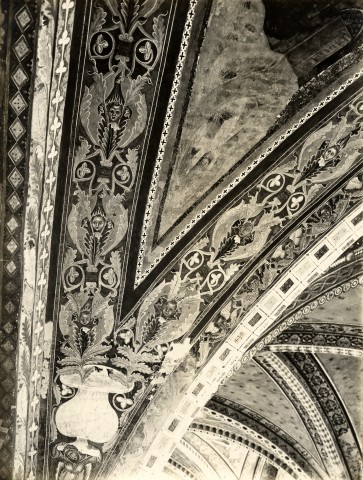
Decorazioni